# Mustela altaica birulai
Mustela altaica birulai es una subespecie de  mamíferos carnívoros  de la familia Mustelidae subfamilia Mustelinae.

## Distribución geográfica
Se encuentran en Asia Central: las montañas del Pamir.